# Mary di Michele
Mary di Michele, née en 1949 à Lanciano en Italie, est une poète et romancière canadienne. Depuis 1990, elle enseigne la création littéraire à l'Université Concordia,.

## Biographie
Mary di Michele est née en 1949 à Lanciano, en Italie. Elle immigre au Canada en 1955 et grandit à Toronto. En 1987, elle obtient un diplôme en littérature anglaise de l'Université de Toronto à la suite duquel elle obtient une maîtrise en littérature anglais et création littéraire de l'Université de Windsor,.
À Windsor, elle travaille avec Joyce Carol Oates en plus de rencontrer Tom Wayman. Membre d'un groupe littéraire aux côtés de Pier Giorgio di Cicco, Roo Borson, Carolyn Smart et Bronwen Wallace, Mary di Michele figure notamment dans l'anthologie Roman Candles (1978) sous la direction de Giorgio di Cicco ainsi que dans l'ouvrage The New Oxford Book of Canadian Verse (1982) sous la direction de Margaret Atwood.
En plus de rédiger des articles à la pige pour Toronto Life, Poetry Toronto ainsi que pour The Toronto Star, di Michel obtient plusieurs résidences d'écriture, notamment à Toronto, à Regina, à Banff, à Montréal, à Rome et à Bologne. À partir de 1990, elle occupe le poste de professeure de création littéraire à l'Université Concordia.
En poésie, elle fait paraitre plusieurs titres dont Tree of August (Three Trees Press, 1978) qui traite de l'expérience des Canadiens d'origine italienne, Bread and Chocolate (Oberon, 1980) traduit de l'anglais par Frank Caucci (Éditions du Noroît, 1996) ainsi que Mimosa and Other Poems (Mosaic Press/Valley Editions, 1981) témoignant de l'expérience de l'immigration, de l'héritage italo-canadien ainsi que du rapport des femmes envers l'autorité patriarcale,. En 2017, elle fait paraitre Bicycle thieves.
Elle assure également la direction de l'anthologie Anything is Possible (Mosaic Press, 1985) qui met en lumière la voix de onze jeunes femmes.
Comme romancière, elle publie notamment Under My Skin (Quarry Press, 1994), une œuvre qui porte sur les questions de médias, de violence et d'identité, Debriefing the Rose (House of Anansi Press, 1998) ainsi que Tenor of Love (Viking Canada, 2004).
Écrivaine anglo-montréalaise, on retrouve sa poésie dans plus d'une douzaine d'anthologies. Mary di Michele est récipiendaire de nombreux prix littéraire. Elle remporte notamment le concours de poésie de la SRC (1980), la médaille d'argent du Prix DuMaurier de poésie (1982), le Prix d'écriture Air Canada (1984), le Prix des arts de Toronto (1990) ainsi que le Prix des poètes de la Confédération Arc (1996),,.

## Œuvres

### Poésie
En anglais
- Tree of August, Three Trees Press, 1978, 47 p. (ISBN 0888230036 et 978-0888230034)
- Bread and Chocolate, Oberon, 1980, 85 p. (ISBN 0887503713 et 978-0887503719)
- Mimosa and other poems, Oakville, Mosaic Press/Valley Editions, 1981, 46 p. (ISBN 0-88962-131-4 et 0-88962-132-2)
- Necessary Sugar, Oberon, 1983, 64 p. (ISBN 0887505090 et 978-0887505096)
- Immune to Gravity, McClelland & Stewart, 1886, n.p. (ISBN 0771028237 et 978-0771028236)
- Luminous Emergencies, Toronto: McClelland and Stewart, 1990, n.p. (ISBN 0771028245 et 978-0771028243)
- Stranger in you : selected poems & new, Toronto, Oxford University Press, 1995, 89 p. (ISBN 0-19-541158-7)
- Debriefing the rose, Toronto, Anansi, 1998, 96 p. (ISBN 0-88784-623-8)
- The flower of youth : Pier Paolo Pasolini poems, Toronto, ECW Press, 2011, 87 p. (ISBN 978-1-77041-048-0)
- Bicycle thieves, Toronto, ECW, a misFit book, 2017, 85 p. (ISBN 9781770413702)

En français
- Pain et chocolat, choix et traduction par Frank Caucci, Montréal, Éditions du Noroît, 1996, 149 p. (ISBN 2-89018-320-3)

### Romans

#### Anglais
- Under My Skin, Kingston, Quarry Press, 1994, n.p. (ISBN 1550820990 et 978-1550820997)
- Debriefing the Rose, House of Anansi Press, 1998, 96 p. (ISBN 0887846238 et 978-0887846236)
- Tenor of love, Toronto, Viking Canada, 2004, 329 p. (ISBN 0-670-04463-6)

### Anthologie
- Anything is Possible, sous la direction de Mary di Michele, New-York, Mosaic Press, 1985, 186 p. (ISBN 0889622515 et 978-0889622517)

## Prix et honneurs
- 1980 - Récipiendaire : Concours de poésie de la SRC[5]
- 1882 - Récipiendaire : Médaille d'argent du Prix DuMaurier de poésie[5]
- 1984 - Récipiendaire : Prix d'écriture Air Canada[5]
- 1990 - Récipiendaire : Prix des arts de Toronto[5]
- 1989 - Récipiendaire : Prix Long Poem de la Malahat Review[7]
- 1990 : Finaliste : Prix Trillium[7]
- 1996 - Récipiendaire : Prix des poètes de la Confédération Arc[5]
- 2011 - Finaliste : Prix de poésie A.M. Klein[7]
- 2018 - Finaliste : Pat Lowther Memorial Award[7]